# Velká Úpa
Velká Úpa är ett vattendrag i Tjeckien.   Det ligger i regionen Hradec Králové, i den nordöstra delen av landet, 120 km nordost om huvudstaden Prag.